# Pastures United FC
El Pastures United FC, llamado BESCO Pastures por razones de patrocinio, es un equipo de fútbol de San Vicente y las Granadinas que juega en la NLA Premier League, la máxima categoría de fútbol en el país.

## Historia
Fue fundado en el año 1972 en la ciudad de Saint Patrick Parrish y uno de los equipos que participaron en la segunda temporada de la NLA Premier League en 2010/11 luego de ganar el ascenso de la NLA First Division la temporada anterior.
En la temporada 2013/14 el club gana su primer título de liga. En aquella temporada el formato de la liga consistía en una división en dos grupos con ocho equipos cada uno, los primeros cuatro clasificaban al  Super 8, una vez clasificados a esta fase lograron el título por posición en la tabla.
El segundo título llegó en la temporada 2018-19 donde quedaron en primer lugar dela tabla, con una sola derrota en la campaña.
En ninguno de los años en que el equipo fue campeón, la SVGFF Premier Division participó en competiciones internacionales de Concacaf

## Palmarés
- SVGFF Premier League: 2

2013/14, 2018/19
- SVGFF First Division: 1

2009/10
- Barrouallie Regional League: 1

2002